# Radu Popa
Radu Popa (Segesvár, 1933. július 23. – Bukarest, 1993. február 12.) román régész és történész. Fő kutatási területe a középkori román államok kialakulásának korszaka volt. Román, magyar, és német nyelven egyaránt beszélt, származását tekintve erdélyi román családból származott. Tudományos munkásságában következetesen szembehelyezkedett a hivatalos román történetírás ideologikus megközelítéseivel, a történelmi események feltárását a politikai befolyástól mentes, jóhiszemű kutatás elvének rendelte alá. Noha híve volt a dák-római folytonosság elméletének, kritikusan szemlélte a vele kapcsolatos bizonyítékokat, és elutasította a tudományos eredmények nemzeti érdekek mentén való torzítását.

## Családi háttere és tanulmányai
Radu Popa 1933. július 23-án született Segesváron, Ilie Popa ügyvéd fiaként. Általános és középiskolai tanulmányait is szülővárosában végezte. Felsőfokú tanulmányait Bukarestben folytatta, ahol 1951 és 1956 között történelem, majd 1957 és 1962 között jogi szakon szerzett oklevelet. 1968-ban doktori fokozatot szerzett történelemből, disszertációját a XIV. századi Máramaros történetéről írta (Țara Maramureșului în veacul al XIV-lea). 1953-tól 1963-ig a Román Szocialista Köztársaság Művészeti Múzeumában dolgozott muzeológusként, majd főmuzeológusként. Ezt követően a bukaresti Régészeti Intézet munkatársa lett, ahol tudományos főkutatói beosztásban dolgozott.

## Munkássága
Popa kutatóként a középkori román államok kialakulásának korszakát vizsgálta, különös tekintettel a 10–14. századra. Tudományos érdeklődése elsősorban Máramaros és Hátszeg térségére irányult, ahol történeti forrásokra és régészeti feltárásokra támaszkodva vizsgálta a feudális társadalom és hatalmi struktúrák fejlődését. Jelentős szerepet játszott az alsó-dunai régió román és bizánci eredetű feudális művészetének és kultúrájának feltárásában. Tudományos munkássága során több fontos tanulmányt és monográfiát publikált. Régészeti feltárásokat vezetett többek között Izakonyha, Németvásár, Mogoșoaia és Nagybánya térségében.
Popa emellett részt vett a kulturális örökség védelmében is: 1985. január 24-én több neves tudóssal együtt aláírta azt a nyílt levelet, amelyben Nicolae Ceaușescu diktátorhoz fordultak a bukaresti Văcărești negyedben található, Vitéz Mihály által alapított kolostor megmentéséért, amelyet a kommunista hatóságok lebontással fenyegettek.

### Történetírásról vallott nézetei és kritikai álláspontja
Radu Popa a hivatalos román történetírás több alapvetésével szemben kritikus álláspontot képviselt. Egy 1990-es magyar–román történésztalálkozón nyilvánosan kijelentette, hogy közelebb áll Makkai László Erdély történetéről alkotott nézeteihez, mint Ștefan Pascu álláspontjához, de nem fejtette ki, hogy pontosan mely kérdésekben. Tudományos munkáiban szembeszállt azzal a gyakorlattal, amely az erdélyi magyar földvárakat román eredetűként próbálta bemutatni, és kimutatta, hogy ezek magyar eredetűek.
Ugyan hitt a dák–római kontinuitás elméletében, ám annak merev, nemzeti ideológiához kötött értelmezését elutasította. A kontinuitást dinamikus történelmi folyamatként fogta fel, amely a 4–10. század közötti valós eseményekre épült. Popa tagja volt a hetvenes évek végén működő Magyar–Román Történész Vegyesbizottságnak, ahol azt a feladatot kapta, hogy meggyőzze a magyar történészeket a román történetírás álláspontjáról, különösen a kontinuitás kérdésében. Ezt a feladatot elutasította, inkább a múlt objektív és visszafogott bemutatása mellett érvelt, szorgalmazva a politikai befolyástól mentes történetírást. Később, amikor számonkérték rajta, hogy miért nem terjesztette elő a kontinuitás elméletének bizonyítékait, azt válaszolta: „azért nem adtam elő a bizonyítékainkat, mert nincsenek”. E magatartása miatt eltávolították a bizottság román szekciójából.
1988-ban megjelent Țara Hațegului și Ținutul Hunedoarei în evul mediu timpuriu (Hátszeg és Vajdahunyad környéke a középkor elején) című monográfiája, amelyben több megállapítása szembement a hivatalos román történetírói állásponttal. A könyvben például bebizonyította, hogy az Őraljaboldogfalván található templomot az Árpád-korban, 1270–1280 között, magyar alapítással építették, amit korábban román eredetűnek tartottak. Emiatt tudományos tanácskozásokról kizárták, megfigyelték, és a szélsőséges nacionalista sajtó is támadta. Élesen bírálta a romániai történetírás azon irányzatát, amely régészeti hamisítványokkal kívánta alátámasztani a kontinuitást, és különösen Ștefan Pascu professzort nevezte meg példaként, aki szerinte tudatosan torzította az erdélyi ásatások eredményeit.

## Emlékezete
1994-ben Radu Popát Segesvár város posztumusz díszpolgárává nyilvánították. 2003. május 15. és 17. között nemzetközi konferenciát rendeztek Segesváron az emlékére. A rendezvényt a Szabad Európa Rádió egyik adása is kísérte, amelyen Mihnea Berindei történész, Victor Eskenazy újságíró és diplomata, valamint Ion Vianu író és pszichiáter emlékeztek meg róla.

## Fontosabb művei

### Könyvek és monográfiák[6]
- Șantierul arheologic Cuhea. Un centru voievodal din secolul al XIV-lea (Izakonyha régészeti feltárása. Egy vajdasági központ a 14. századból), Baia Mare, 1966, társszerző.
- Cnezatul Marei. Studii documentare de teren în Maramureșul istoric (A krácsfalvi kenézség. Helyszíni dokumentációs tanulmányok a történeti Máramarosban), Baia Mare, 1969.
- Țara Maramureșului în veacul al XIV-lea (Máramaros vidéke a 14. században), București, 1970.
- Păcuiul lui Soare. Cetatea bizantină (Păcuiul lui Soare(wd). A bizánci vár), București, 1972, társszerző.
- Mărturii de civilizație medievală românească. O casă a domniei și o sobă monumentală de la Suceava din vremea lui Ștefan cel Mare (A román középkori civilizáció emlékei. Egy uralkodói rezidencia és egy monumentális kályha Suceavából, Ștefan cel Mare korából), București, 1979, társszerző.
- La începuturile evului mediu românesc. Țara Hațegului (A román középkor kezdeteinél. Hátszeg vidéke), București, 1988.

### Tanulmányok és cikkek[6]
- Über die Burgen der Terra Hațeg (A hátszegi várakról), Dacia NS 16, 1972.
- Structures socio-politiques roumaines au sud de Transylvanie au commencement du Moyen Âge (Román társadalmi-politikai struktúrák Erdély déli részén a középkor kezdetén), RRH 14.2, 1975.
- Streisângeorgiu. Ein Zeugnis rumänischer Geschichte des 11.–14. Jahrhunderts im Süden Transilvaniens (Sztrigyszentgyörgy – román történeti emlék a 11–14. századból Erdély déli részén), Dacia NS 20, 1976.
- Despre începuturile Mănăstirii Remeţi-Maramureș (A pálosremetei kolostor kezdeteiről, Máramaros), BMI 29.2, 1970.
- La începuturile evului mediu românesc. Țara Hațegului (A román középkor kezdeteinél. Hátszeg vidéke), București, 1988.
- Problema moștenirii voievodatului lui Menumorut în lumina ultimelor descoperiri arheologice (Ménmarót vajdaságának öröksége a legújabb régészeti leletek tükrében), Bukarest, 1977.
- Pe marginea izvoarelor istoriei răsăritului Transilvaniei la începuturile mileniului nostru (Az erdélyi keleti területek történeti forrásai az ezredforduló idején), SympThrac 5, 1987.
- Siedlungsverhältnisse und Ethnodemographie des Hatzeger Landes 13.–14. Jahrhunderts (Hátszeg vidéki településszerkezet és etnodemográfia a 13–14. században), Forschungen zur Volke- und Landeskunde 31, 1988.
- Observații noi și câteva considerații istorice privind biserica românească din Gurasada, jud. Hunedoara (Új megfigyelések és történeti megjegyzések a hunyadmegyei Guraszáda román templomáról), SCIVA 35.1, 1984, társszerző.
- Die Geschichte Rumäniens um das Jahr 1000. Bemerkungen und Berichtigungen (Románia története az 1000 körüli időszakban. Megjegyzések és pontosítások), Zeitschrift für siebenbürgische Landeskunde 15(86), 1991.

### Régészeti beszámolók[6]
- Șantierul Suceava (Suceava ásatása), SCIV, 4.1–2, 1953, társszerző.
- Șantierul arheologic Păcuiul lui Soare (Păcuiul lui Soare régészeti feltárása), MCA, 8, 1962, társszerző.
- Șantierul arheologic Sarmizegetusa, jud. Hunedoara (epoca postromană) (Sarmizegetusa ásatása, Hunyad megye – késő római kor), MCA, 13, 1979.
- O reședință feudală din secolele XI–XII la Sânnicolaul de Beiuș pe Crișul Negru (11–12. századi feudális rezidencia Belényesszentmiklóson, a Fekete-Körös partján), MCA, 16, 1986.
- Cetatea Făgetului (jud. Timiș). Cercetările arheologice din campaniile 1987–1988 (A facsádi vár (Temes megye). Az 1987–1988-as régészeti kutatások), RMMN, 1, 1991, társszerző.